# Popin’ Pete
Popin Pete (Timothy «Popin Pete» Solomon, род. 5 августа 1961 г.) — американский артист, танцор, хореограф, один из основателей стиля поппинг, в частности, направления crazy legs. Участник легендарной команды Electric Boogaloos.

## Биография
Родился в городе Фресно штат Калифорния. С самого детства Пит интересовался танцами, смотрел популярное в то время музыкальное телешоу Soul Train, повторял движения танцоров и увлекался принципиально новыми на тот момент направлениями танца. Его старший брат «Бугалу» Сэм (Boogaloo Sam) является создателем стилей поппинг (popping) и бугалу (boogaloo). В 1975-1976 году для выступлений в стиле импровизационного соло Boogaloo Sam организовал команду Electric Boogaloos, которая явилась пионером поппинга и бугалу, а также многих подстилей, придуманных и развитых членами Electric Boogaloos. Их основная заслуга по созданию и продвижению этих стилей заключается в формировании так называемой «базы» — набора движений, на которых строится танец по аналогии с тем как из букв алфавита складывается речь.
В 1978 году Пит вошёл в основной состав команды, став одним из самых ярких её участников и новатором таких стилей как паппинг, крейзи легз (crazy legs) и слипи стайл (sleepy style). Спустя некоторое время Popin' Pete уже в составе Electric Boogaloos сам выступал на различных американских телешоу в том числе Soul Train, The Midnight Special и Kicks.
В 1982 году Майкл Джексон, увидев выступление Electric Boogaloos в шоу Soul Train был восхищён их невероятной пластикой движений и, увидев в этом новое слово в танцевальной культуре, предложил сотрудничество, которое оказалось очень плодотворным и продлилось почти 20 лет. Popin' Pete снялся в нескольких видеоклипах Майкла Джексона, а также являлся хореографом и участником его многочисленных концертных шоу.

## Преподавательская деятельность
Popin Pete начал заниматься преподавательской деятельностью довольно рано. Так же как Boogaloo Sam обучал младшего брата азам поппинга, спустя некоторое время Пит начал обучать своих будущих партнёров по Electric Boogaloos Попин Тако (Poppin' Taco) и Шуга Папа (Suga Pop).
В настоящее время Popin Pete активно выступает и даёт мастер классы, способствуя развитию танцевальной культуры по всему миру от Австралии до США, включая Японию, Китай, Тайвань, Южную Корею, Европу, Бразилию и др. Многие известные танцоры по всему миру считают себя учениками Попин Пита.

## Фильм
- Брейк-данс

## Видеоклипы
Popin Pete принял участие в съёмках и постановке хореографии в следующих клипах:

Michael Jackson — Beat It

The Talking Heads— Crosseyed and Painless

Chris Brown — «Yeah 3x»
.
Michael Jackson— Captain EO & Ghost

The Black Eyed Peas — My Humps

Одна из сцен клипа «Yeah 3x» Криса Брауна посвящена Питу. В ней хореограф танцует на фоне вывески со своим именем. Решение столь ярко выделить в клипе Поппин Пита стало ещё одним символом признания его значительного вклада в современные танцы.
Кроме того, являлся постановщиком хореографии для клипов таких исполнителей, как: Justin Timberlake & Gwen Stefani, Mýa, The Black Eyed Peas, Janet Jackson, Chris Brown

## Награды
- Soul Train Music Awards
- Life Time Achievement Award (Carnival)- награда была присуждена команде Electric Boogaloos за вклад в развитие танцевальной культуры